# گویش یوتلاندی
گویش یوتلاندی (دانمارکی: jysk) گویش غربی زبان دانمارکی است که در شبه‌جزیره یوتلاند در دانمارک بدان سخن گفته می‌شود.
در کل گویش‌های شرقی بیش از بقیه به دانمارکی معیار نزدیک است، در عین حال گویش جنوبی یوتلاندی جنوبی از دیگران متفاوت‌تر است؛ بنابراین معمولا آن‌را گویشی متمایز به شمار می‌آورند.